# Paco Mancebo
Francisco Mancebo Pérez (Madrid, 9 de marzo de 1976), conocido por Paco Mancebo, es un ciclista español que creció como deportista en su residencia en Navaluenga (Ávila). Desde 2019 corre para el equipo japonés Matrix-Powertag.
Al margen de su actividad deportiva, también ha participado en política en el seno del partido Vox.

## Biografía
Francisco Mancebo es uno de los productos de la cantera de la Escuela Ciclista Ángel Arroyo, sita en El Barraco (provincia de Ávila).
Se convirtió en profesional en 1998 con el equipo Banesto. Fue fiel a este equipo con sus sucesivos cambios de nombre: Ibanesto.com (2001-2003) e Illes Balears hasta 2006, en cuya temporada se marchó al equipo francés del Ag2r Prévoyance.
Mancebo se vio inactivo buena parte de ese 2006 tras verse salpicado por la Operación Puerto, por lo que apenas pudo competir. En 2007, fichó por el Relax-GAM. Tras la desaparición de este conjunto, se incorporó a las filas del equipo portugués Fercase-Paredes Rota dos Moveais y el año siguiente fichó por el estadounidense Rock Racing.
Sus mayores éxitos fueron el título de campeón de España en 2004, una etapa de la Vuelta a España 2005, y las buenas clasificaciones en Tour y Vuelta.
Mancebo destacaba por su peculiar postura encima de la bicicleta, inclinaba la cabeza dando la sensación de cansancio, sin embargo, era solamente su estilo ya que normalmente resistía sin problemas en el grupo de los mejores en los puertos de alta montaña.

### Debut en el Banesto (1998-2001)
Francisco Mancebo se convirtió en profesional en 1998 con el equipo Banesto. Destaca en su primer año profesional al ganar el trofeo NA florales y acabando segundo en una etapa de la París-Niza.
El año 1999 es más tranquilo, Paco siempre va a demostrar su valía.
Gana en 2000 la Clásica de los Puertos por delante de Fernando Escartín, Roberto Heras y Carlos Sastre. Además consiguió hacer una muy buena París-Niza (3.ª).
En 2001, consigue un par de lugares en lo más alto pero no muy significativos. 4.º del Tour del Mediterráneo, terminó el Tour de Francia en la 13.ª posición. Así, en el año 2002 crece siendo un ciclista muy completo y cómodo en las montañas.

### El apogeo (2002-2005)
Mancebo se mantiene fiel a la formación Banesto en virtud de sus diferentes nombres, Ibanesto.com (2001-2003) y Illes Balears 2004-2005.
En 2002, obtuvo buenos resultados: Ganador de la Vuelta a Burgos, el 5.º de la Vuelta a Castilla y León, el 8.º de la Volta a Cataluña ... En el Tour de Francia, terminó 4.º en La Mongie y 7.º en la general. Su nombre comenzó a circular entre los forofos de la carrera.
En 2003 ganó la Vuelta a Castilla y León y la Clásica de los Alpes. Finaliza el critérium de Dauphiné Libéré, 4.º e hizo un gran Tour de Francia siendo 10.º (acabando 4.º en Alpe d'Huez).

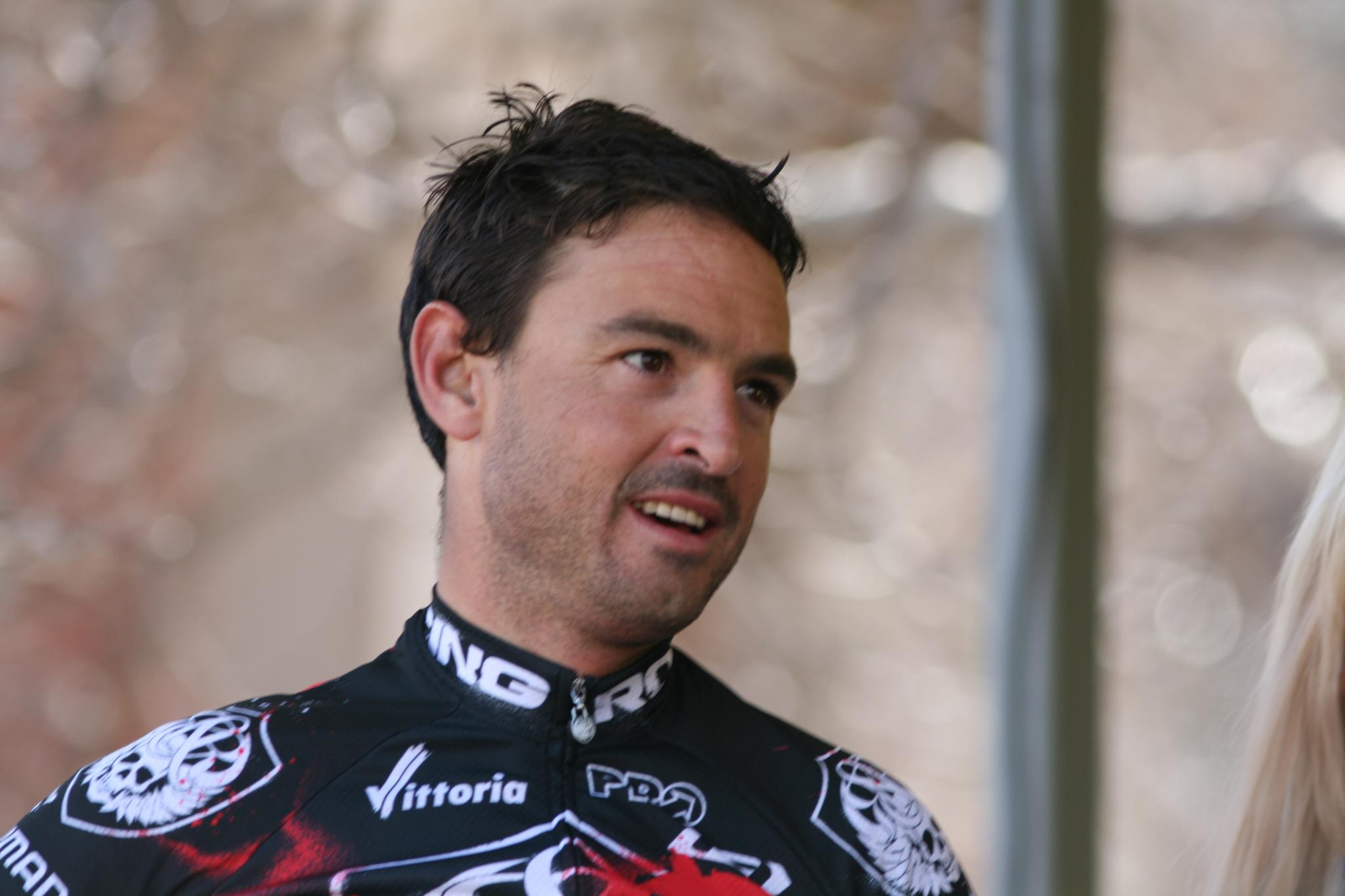
Mancebo con el maillot del Rock Racing.

2004 es el año más hermoso de su carrera. El ciclista llega a la cumbre de su arte. Fue Campeón de España el 27 de junio. Ese mismo año, ganó una etapa de la Vuelta a Alemania e hizo un Tour de Francia bastante bueno (6.ª). Obtuvo muy buenos resultados en las primeras etapas de montaña en particular: Saint-Flour (4.ª), La Mongie (4.ª), Plateau de Beille (5.ª). Pero su mejor rendimiento sigue siendo el podio adquirido en la Vuelta a España.Tercero en la general y buenas etapas realizadas: 3.ª a Calar Alto, 5.º en la Sierra Nevada y 4.º en La Covatilla.
2005 fue su último gran año. Subcampeón de España, fue 3.º en el Tour de Francia. En la Vuelta a España fue también cuarto en la general en un principio, logrando además una victoria de etapa en el alto de Arcalís. Tras finalizar la Vuelta, se supo que Roberto Heras, ganador de la general, había dado positivo por EPO durante la carrera, por lo que fue descalificado, subiendo Mancebo a la tercera posición final. Mancebo dijo sobre el positivo de Heras que «los que juegan con fuego acaban quemándose». Pocos meses después se conocería con la Operación Puerto que tanto Heras como Mancebo eran clientes de la red de dopaje de Eufemiano Fuentes.
En 2006, cambió la formación para ir al AG2R Prevoyance siendo compañero del francés Christophe Moreau. Esta elección no es concluyente. De hecho, después de un 5.º lugar en la general del critérium de Dauphiné Libéré, fue vetado de ir al Tour de Francia en vísperas de la salida...

### Operación Puerto

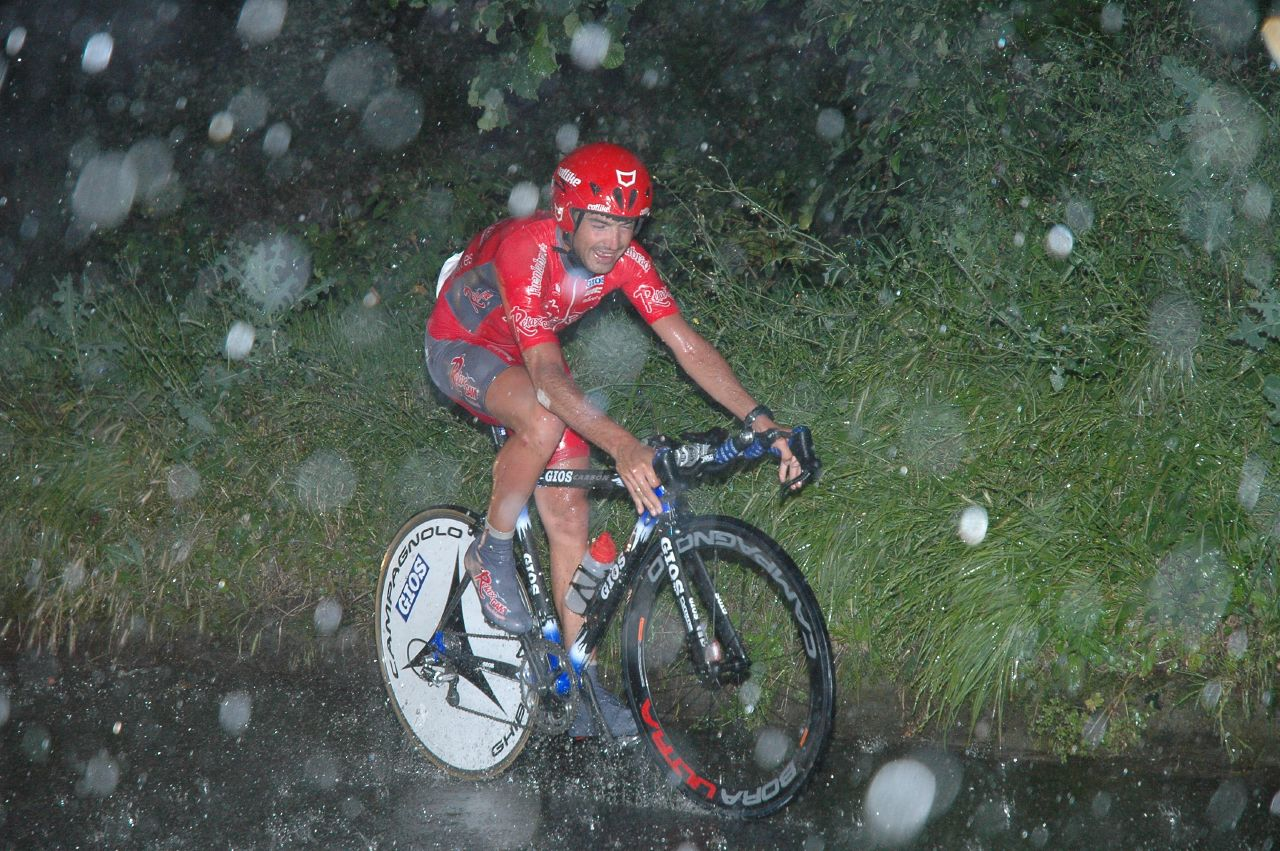
Francisco Mancebo en la Bicicleta Vasca 2007.

En 2006, en el marco de la Operación Puerto, fue identificado por la Guardia Civil como cliente de la red de dopaje liderada por Eufemiano Fuentes, bajo los nombres en clave número 17, Paco (su diminutivo) y Goku (el nombre de su perro). En el registro del domicilio de José Ignacio Labarta (uno de los responsables de la trama) en Zaragoza realizado el 23 de mayo por la Guardia Civil, se halló una carpeta con el título PACO 2004-05-06 en cuyo interior figuraba una prueba de esfuerzo bajo el nombre Informe Prueba Esfuerzo Mancebo. Esa carpeta contenía asimismo diversa documentación consistente en programadores anuales de los años 2005 y 2006 en la que se referenciaba la administración de fármacos y las extracciones/reposiciones sanguíneas, prácticas de dopaje prohibidas en los deportistas.

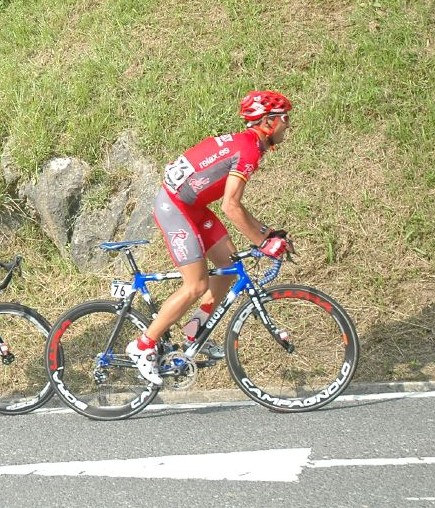
Mancebo, con el maillot del Relax-Fuenlabrada en la Bicicleta Vasca 2007.

Como consecuencia de su identificación como cliente de la red de dopaje, la organización del Tour de Francia 2006 le excluyó (al igual que a otros muchos) de la carrera, por lo que no pudo tomar la salida de la ronda gala, para la que se perfilaba como uno de los favoritos. Mancebo afirmó entonces que «si todos los equipos deben cumplir con el código de ética para la salida, sólo Jean-Marie Leblanc lo haría. Soy inocente, porque nunca he sido positivo en la prueba».
Mancebo no fue sancionado por la Justicia española al no ser el dopaje un delito en España en ese momento, y tampoco recibió ninguna sanción deportiva al negarse el juez instructor del caso a facilitar a los organismos deportivos internacionales (AMA, UCI) las pruebas que demostrarían su implicación como cliente de la red de dopaje.

### Regreso sin sanción

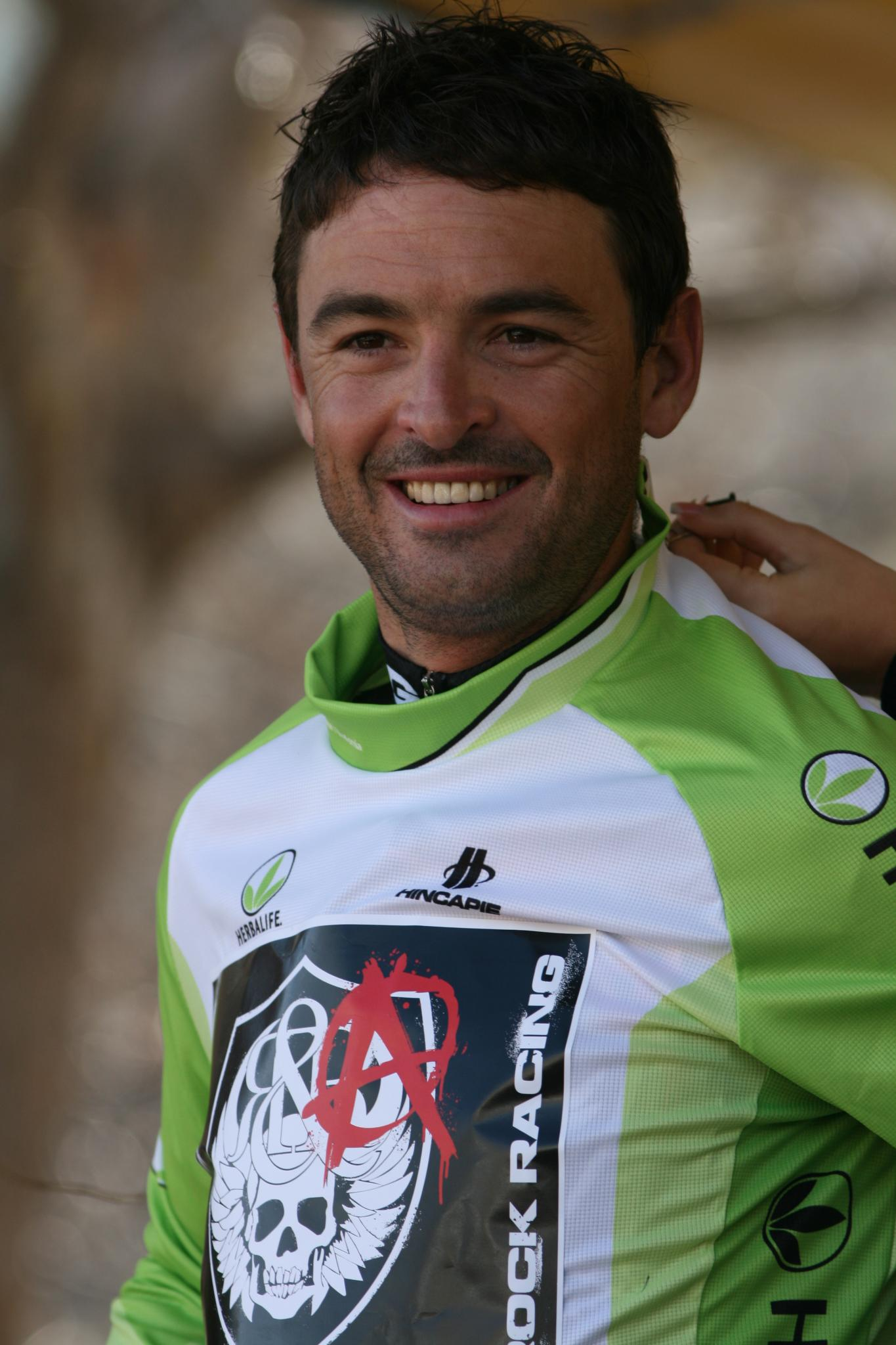
Tour de California 2009

Regresó para la temporada 2007, firmando por el equipo Relax-GAM, donde coincidía con otros ciclistas identificados en la Operación Puerto como clientes de la red de dopaje de Eufemiano Fuentes: Óscar Sevilla y Santi Pérez. Logró algunos buenos puestos (4.º en la Vuelta a Asturias, 6.º de la Volta a Cataluña, el 4.º de la Ruta del Sur), pero no pudo correr las grandes pruebas. Ganó la Vuelta Internacional de Chihuahua y 1 etapa de la Vuelta por un Chile Líder donde acabó quinto.
En 2008, firmó con Fercase-Rota dos Móveis, equipo portugués.
En 2009, corría en el equipo estadounidense de categoría Continental Rock Racing, donde coincidió nuevamente con otros ciclistas identificados en la Operación Puerto como clientes de la red de dopaje desarticulada: Tyler Hamilton (quien volvió a dar positivo ese año), Óscar Sevilla y José Enrique Gutiérrez. Debido al limitado calendario de su nuevo equipo compaginaba las pruebas en ruta con las pruebas en bicicleta de montaña.

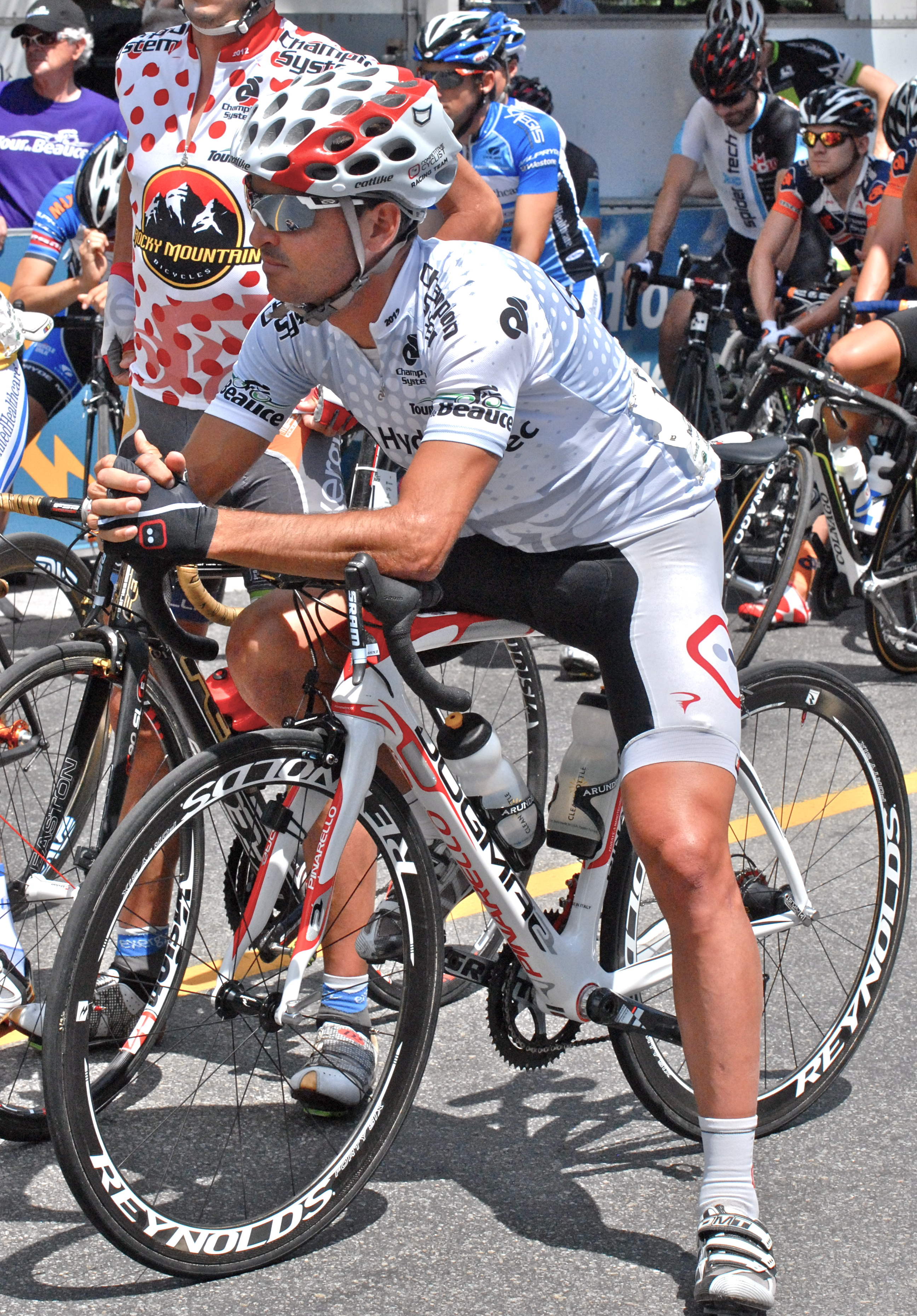
Mancebo en el Tour de Beauce '12

En 2010 su calendario se vio aún más mermado al tenerse que recalificar ese equipo en amateur. Por ello fichó por el equipo griego (también de categoría Continental) Heraklion Kastro-Murcia que había recibido el apoyo del Gobierno de la Región de Murcia para fichar a ciclistas españoles.
En 2011 fichó por el equipo estadounidense RealCyclist.com, siendo el primer español en vencer en la clasificación norteamericana de ciclismo NRC. En 2012 nuevamente ganó el Calendario Nacional de Estados Unidos y fue nombrado corredor del año de pruebas por etapas en Estados Unidos. En 2013 pasó a formar parte del equipo 5 Hour Energy y ganó el NCR por tercera vez, siendo el único extranjero en hacerlo e igualando el récord de Chris Horner.
Después de tres temporadas en Estados Unidos, en 2014 se marchó al Golfo Pérsico al fichar por el recién creado Sky Dive Dubai de los Emiratos Árabes Unidos, donde corrió hasta 2016. En 2017 corrió para el equipo estadounidense Hangar15 Bicycles, en 2018 en el Inteja Dominican Cycling Team (2018) y desde 2019 corre para el equipo japonés Matrix-Powertag.

## Palmarés
| 1998 - Trofeo Comunidad Foral de Navarra 2000 - 1 etapa de la Ruta del Sur - Clasificación de los jóvenes del Tour de Francia - Vuelta a Castilla y León, más 1 etapa - Clásica de los Puertos 2002 - Vuelta a Burgos 2003 - Vuelta a Castilla y León - Clásica de los Alpes 2004 - 1 etapa de la Vuelta a Alemania - 3.º en la Vuelta a España - Campeonato de España en Ruta 2005 - 2.º en el Campeonato de España en Ruta - 1 etapa de la Vuelta a España 2007 - Vuelta a Chihuahua 2008 - Vuelta a Chihuahua 2009 - 1 etapa del Tour de California - Vuelta a Asturias, más 1 etapa - Tour de Utah, más 1 etapa 2010 - Tour de Guadalupe, más 1 etapa | 2011 - Tour de Gila, más 2 etapas - Tour de Beauce, más 1 etapa - Redlands Bicycle Classic, más 1 etapa 2012 - Tour de Battenkill - 1 etapa del Tour de Beauce, más clasificación de los puntos 2013 - 1 etapa del Tour de Gila - 1 etapa del Tour de Beauce - 1 etapa del Tour de Utah 2014 - Tour de Kumano, más 1 etapa 2015 - Tour de Egipto, más 1 etapa - Jelajah Malaysia, más 1 etapa 2016 - 1 etapa del Tour de Sharjah - 1 etapa del Tour de Alberta 2019 - Ronda Pilipinas, más 1 etapa - Clasificación de la montaña de la Vuelta a la Comunidad de Madrid 2021 - Clásica Oita 2023 - Minami Uonuma Road Race 2025 - 1 etapa del Tour de Sahel |

## Resultados en Grandes Vueltas y Campeonatos del Mundo
Durante su carrera deportiva ha conseguido los siguientes puestos en las Grandes Vueltas y en los Campeonatos del Mundo en carretera:
| Carrera         | Carrera         | 1998 | 1999 | 2000 | 2001 | 2002 | 2003 | 2004 | 2005 | 2006 | 2007 | ... | 2024 |
| --------------- | --------------- | ---- | ---- | ---- | ---- | ---- | ---- | ---- | ---- | ---- | ---- | --- | ---- |
|                 | Giro de Italia  | —    | —    | 20.º | —    | —    | —    | —    | —    | —    | —    | —   | —    |
|                 | Tour de Francia | —    | 28.º | 9.º  | 13.º | 7.º  | 10.º | 6.º  | 4.º  | —    | —    | —   | —    |
|                 | Vuelta a España | —    | —    | —    | —    | Ab.  | 5.º  | 3.º  | 4.º  | —    | —    | —   | —    |
| Mundial en Ruta | Mundial en Ruta | —    | —    | —    | —    | —    | 62.º | 12.º | 67.º | —    | —    | —   | —    |

―: no participa

Ab.: abandono

## Equipos
- Banesto/Caisse d'Epargne (1998-2005)
  - Banesto (1998-2000)
  - iBanesto.com (2001-2003)

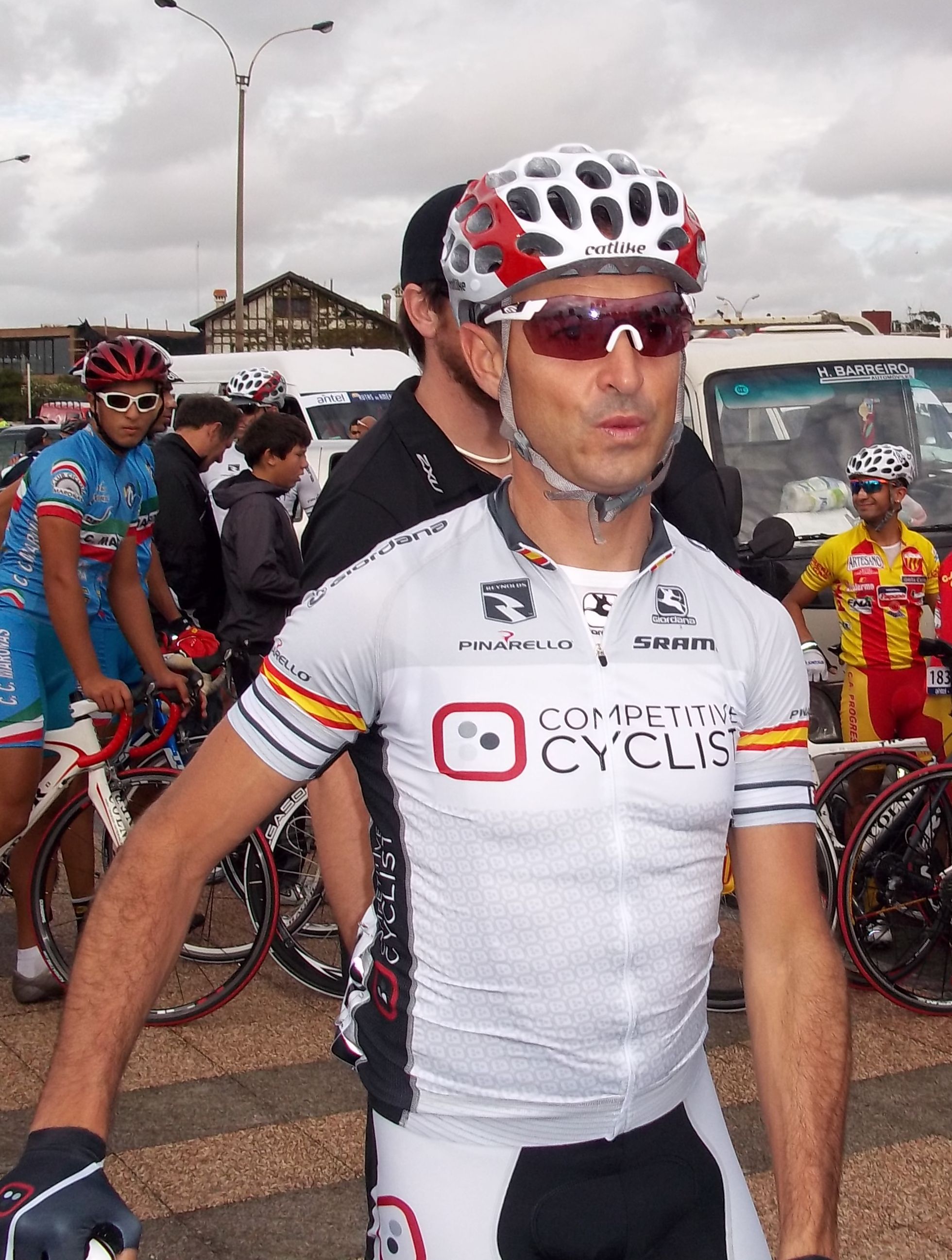
Mancebo con el maillot del Competitive Cyclist en Rutas de América 2012

  - Caisse d'Epargne-Illes Balears (2004-2005)
- Ag2r Prévoyance (2006)
- Relax-GAM (2007)
- Fercase-Rota dos Móveis (2008)
- Rock Racing (2009)
- Heraklion Kastro-Murcia (2010)[11]
- RealCyclist.com/Competitive Cyclist (2011-2012)
  - RealCyclist.com Cycling Team (2011)
  - Competitive Cyclist Racing Team (2012)
- 5 Hour Energy (2013)
- Sky Dive Dubai (2014-2016)
  - SkyDive Dubai Pro Cycling Team (2014-2015)
  - SkyDive Dubai Pro Cycling Team-Al Ahli Club (2016)
- Hangar15 Bicycles (2017)
- Inteja Dominican Cycling Team (2018)
- Matrix-Powertag[8] (2019-)

## Palmarés en pruebas no profesionales de bicicleta de montaña
| 2009 - 2 etapas de la Copa Hispabike - III Circuito Virgen de la Cinta - VI MTT Sierra Morena Guzmán el Bueno - Campeonato de España Bike Maratón - Premio MTB de Navaluenga 2010 - V Marcha MTB «Fuente de Cantos Motor» - Open de Madrid MTB (Tres Cantos) - Volcat Ara Lleida, más 1 etapa - Campeonato de España Bike Maratón - Premio MTB de Navaluenga 2011 - VI Marcha MTB «Fuente de Cantos Motor» - I Open Castilla y León MTB - Maratón del Anbaso - IV Maratón Ratobatense - VI Maratón BTT «Gran Premio Cuenca Minera» - Open de Resistencia MadridXTrema - PowerBar Marathon BTT | 2012 - VII Marcha MTB «Fuente de Cantos Motor» - 3.º Open de Madrid de BTT (Tres Cantos) - 1.º Ciempozuelos (Open de Madrid) - 1.º Marcha BTT de Ossa de Montiel - 1.º I Marcha BTT Albacete - 2.º IX Marcha BTT Los Calares del Río Mundo - 1.º VI Trofeo de Navidad Villa de Sonseca - 1.º I Trofeo Navidad de MTB Hnos. Pintor en Campo de Criptana - 1.º XVII Premio MTB de Navaluenga - 1.º I Open Interprovincial Navidad Sonseca-Campo de Criptana-Navaluenga 2013 - 1.º, 1.ª etapa Open de Madrid XCO - 1.º Rally BTT Galapagar - 1.º IV Open XC de Castilla y León - Villa del Tiemblo 2014 - Campeonato de España Bike Maratón 2016 - Campeonato de España Bike Maratón |